# Südafrikanische Fußballnationalmannschaft (U-17-Juniorinnen)
Die südafrikanische U-17-Fußballnationalmannschaft der Frauen repräsentiert Südafrika im internationalen Frauenfußball. Die Nationalmannschaft untersteht der South African Football Association und wird seit September 2019 von der früheren Nationalspielerin Simphiwe Dludlu trainiert, die schon bei der U-17-WM 2018 für das Team verantwortlich war.
Die Mannschaft tritt beim U-17-Afrika-Cup und der U-17-Weltmeisterschaft für Südafrika an. Den bislang größten Erfolg erreichte das Team mit dem Halbfinal-Sieg beim Afrika-Cup 2018 und der damit verbundenen Qualifikation für die U-17-Weltmeisterschaft (der zweiten nach 2010). Bei beiden WM-Teilnahmen kam die südafrikanische U-17-Auswahl jedoch nie über die Gruppenphase hinaus und beendete die Vorrunde jeweils als Gruppenletzter. 2018 holte Südafrika beim 0:0 gegen Mexiko den ersten und bisher einzigen WM-Punkt.

## Turnierbilanz

### Weltmeisterschaft
| Jahr   | Gastgeber           | Platzierung        |
| ------ | ------------------- | ------------------ |
| 2008   | Neuseeland          | nicht qualifiziert |
| 2010   | Trinidad und Tobago | Gruppenphase       |
| 2012   | Aserbaidschan       | nicht qualifiziert |
| 2014   | Costa Rica          | nicht qualifiziert |
| 2016   | Jordanien           | nicht qualifiziert |
| 2018   | Uruguay             | Gruppenphase       |
| 2021 1 | Indien 1            | – 1                |
| 2022   | Indien              | nicht qualifiziert |

### Afrika-Cup
| Jahr   | Gastgeber             | Platzierung        |
| ------ | --------------------- | ------------------ |
| 2008   | Hin- und Rückspiele   | 2. Runde           |
| 2010   | Hin- und Rückspiele   | Play-off-Sieger 2  |
| 2012   | Hin- und Rückspiele   | Halbfinale 2       |
| 2013   | Hin- und Rückspiele   | Halbfinale 2       |
| 2016   | Hin- und Rückspiele   | Halbfinale 2       |
| 2018   | Hin- und Rückspiele   | Halbfinal-Sieger 2 |
| 2020 3 | Hin- und Rückspiele 3 | – 3                |
| 2022   | Hin- und Rückspiele   | Viertelfinale 2    |